# McGregor (Iowa)
Mc Gregor est une petite ville du comté de Clayton dans l'Etat américain de l'Iowa. La ville compte 742 habitants au recensement de 2020.
Le Parc d'État de Pikes Peak se situe à proximité au sud de la ville.